# Mutějovice
Mutějovice (deutsch Mutiowitz, auch Mutowitz) ist eine Gemeinde in Tschechien. Sie liegt zehn Kilometer nördlich von Rakovník und gehört zum Okres Rakovník.

## Geographie
Mutějovice befindet sich am Fuße des Džbán (Krugwald) in der Rakovnická kotlina (Rakonitzer Kessel). Durch das Dorf fließt der Bach Mutějovický potok. Gegen Norden erstreckt sich der Naturpark Džbán. Nördlich erhebt sich die Zadní Rovina (524 m), im Nordosten der Džbán (536 m), südöstlich die Amálie (454 m) und im Nordwesten der Pískový vrch (526 m). Am südwestlichen Ortsrand verläuft die Bahnstrecke Praha–Chomutov, dort befindet sich auch der Haltepunkt Mutějovice zastávka. Der Bahnhof Mutějovice liegt drei Kilometer nördlich des Dorfes an der Bahnstrecke Rakovník–Louny.
Nachbarorte sind Perun, Pnětluky und Domoušice im Norden, Lhota pod Džbánem, Třeboc und Kroučová im Nordosten, Na Ratislavu, Hředle und Bulantovna im Osten, Krušovice und Krupá im Südosten, Lišany und Olešná im Süden, Nesuchyně im Südwesten, Milostín und Janov im Westen sowie Kounov im Nordwesten.

## Geschichte
Archäologische Funde, insbesondere in der Umgebung des Čertův kámen (Teufelsstein), belegen eine Besiedlung des Gemeindegebietes seit der Altsteinzeit. Auf den Feldern in der Flur V Křížkách wurden Reste von Wohngebäuden und einer Schmiede aus dem 9. Jahrhundert aufgefunden.
Die erste schriftliche Erwähnung des am Erfurter Steig gelegenen und zu den Lehn der Burg Křivoklát gehörigen Dorfes Mutějovice erfolgte 1325 im Zuge seiner emphyteutischen Aussetzung durch König Johann von Luxemburg. Von den zugeteilten 33 Hufen Land waren zwei Freihufen für den Pfarrer und eine für den Richter. Im Jahre 1337 verpfändete König Johann das Dorf an Heinrich von Kaufungen, 1343 bestätigte ihm Johanns Sohn Johann Heinrich das Pfand. Drei Jahre später löste die böhmische Krone Mutějovice wieder ein und schloss es wieder an die Herrschaft Křivoklát an. Die Kirche des hl. Wenzel wurde 1356 erstmals erwähnt. Zwischen 1422 und 1454 war die Herrschaft an Aleš von Sternberg verpfändet. In Mutějovice befand sich zu dieser Zeit eine Zolleinnahme am Landessteig von Prag über Žatec nach Sachsen. König Vladislav II. Jagiello überließ die Zolleinnahme und die damit verbundene Verpflichtung zur Instandhaltung des Steiges 1473 an Heinrich Kolowrat-Krakowsky, der dieses Recht im Jahre 1501 an die Stadt Rakovník verkaufte.
Nachdem Wenzel Hřebecký von Piber 1539 den Hof Kounov gekauft hatte, maßte sich dieser eine eigene hohe Zollerhebung an. Die Versorgung der in Mutějovice ansässigen Zöllner hatten die Bewohner des Ortes zu tragen und wurden dabei von diesen öfters betrogen. Im Jahre 1553 ersuchte die Stadt Rakovník bei König Ferdinand I. um die Überlassung von zwei Untertanen an beiden Enden von Mutějovice, die an der Ein- und Ausfahrt den Zoll einnehmen sollten. 1554 verpfändete Ferdinand I. Mutějovice zusammen mit Řevničov und Hředle an Hieronymus Hrobschitzky von Hrobschitz. Nachdem das Pfand 1558 wieder eingelöst worden war, kamen die drei Dörfer wieder zur Herrschaft Křivoklát zurück; jedoch forderte von Hrobschitzky von Erzherzog Ferdinand noch die Erstattung von Aufwendungen und klagte 1561 am Kammergericht. 1565 kam Kaiser Maximilian II. auf das Gesuch der Stadt an seinen Vorgänger zurück und verpflichtete den örtlichen Kretschmer zur Einnahme des Rakonitzer Zolls.
Ab 1565 gehörte die Herrschaft zu den Besitzungen des böhmischen Statthalters Erzherzog Ferdinand, zwischen 1577 und 1579 Georg Popel von Lobkowicz. Nach dem Rückerwerb durch die böhmische Krone wurde Mutějovice dem Kammergut Kruschowitz zugeschlagen.
Die in der zweiten Hälfte des 16. Jahrhunderts gegründete Gemeindeschule war eine der ersten im weiten Umkreis. 1585 kaufte die Stadt Rakovník mit Zustimmung des Kreishauptmanns Christoph von Mettich die neu errichtete Straße von Kounov nach Mutějovice Burjan von Nostitz auf Kounov ab, ließ in Mutějovice eine Brücke erbauen und erhob von jedem dort einfahrenden Fuhrwerk einen Brückenzoll. Während des Dreißigjährigen Krieges fiel 1634 der kaiserliche General Gallas mit 300 Mann und 400 Pferden in die Gegend ein, dabei wurde das Dorf ausgeplündert und verwüstet. Als 1647 in Mutějovice Truppen des baierischen Generals von Holzappel lagerten, erfolgte eine erneute Plünderung und Brandstiftung. In der berní rula von 1651 sind in Mutějovice von deren 35 Bauerngütern 18 als niedergebrannt und wüst aufgeführt. In dem Dorf lebten 99 Personen, von denen 91 Katholiken waren. Im Jahre 1661 wurde die ehemals evangelische und seit dem Krieg verwaiste Pfarre Mutějovice aufgehoben und die Kirche zur Filiale von Neu-Straschitz.
Im Jahre 1685 verkaufte Leopold I. die Kronherrschaften Kruschowitz und Pürglitz für 400.000 Gulden an Ernst Joseph Graf von Waldstein. Der erste Nachweis über den Anbau von Hopfen findet sich in einem Kaufvertrag aus dem Jahre 1699. 1707 wurde in Mutiowitz wieder eine Pfarre eingerichtet. 1731 vererbte Johann Joseph Graf von Waldstein beide Herrschaften an seine Tochter und Universalerbin Maria Anna Fürstin zu Fürstenberg. Im Jahre 1756 vereinigte sie die Herrschaften Kruschowitz und Pürglitz testamentarisch mit dem Gut Nischburg zu einem Familienfideikommiss von 400.000 Gulden. Die eine Hälfte des Erbes fiel ihren Söhnen Joseph Wenzel zu Fürstenberg-Stühlingen und Karl Egon I. zu Fürstenberg zu, die andere ihren Töchtern Henriette Fürstin von Thurn und Taxis und Maria Theresia zu Fürstenberg. Als Fideikommisserben setzte sie ihren zweitgeborenen Sohn Karl Egon I. ein, der durch Ausgleich auch die Anteile seiner Geschwister erwarb. Im Jahre 1786 wurde am nordwestlichen Ortsausgang ein neuer Friedhof angelegt. Nach dem Tode von Karl Egon I. erbte 1787 dessen ältester Sohn Philipp Fürst zu Fürstenberg († 1790) den Besitz, ihm folgten seine Kinder Karl Gabriel zu Fürstenberg († 1799) und Leopoldine Prinzessin von Hessen-Rothenburg-Rheinfels. 1803 verzichteten die weiblichen Erben in einem Familienvergleich zugunsten des minderjährigen Karl Egon II. zu Fürstenberg und der fürstlichen und landgräflichen Häuser Fürstenberg; als Verwalter wurde bis zu dessen Volljährigkeit im Jahre 1817 Joachim Egon Landgraf von Fürstenberg eingesetzt. 1806 vernichtete ein Großfeuer in Mutiowitz 47 Häuser und die Kirche.
Im Jahre 1843 bestand Mutiowitz / Mutěgowice aus 71 Häusern mit 557 Einwohnern. Unter obrigkeitlichem Patronat stand die Pfarrkirche des hl. Wenzel. Im Ort gab es außerdem eine von der Gemeinde dotierte Schule und die von den Einwohnern errichtete Kapelle des hl. Prokop. Die Bewohner betrieben Hopfenbau; außerdem gab es in der Umgebung des Dorfes mehrere kleine Steinkohlenzechen, im Zban wurden Plänersteinbrüche betrieben. Mutiowitz war Pfarrort für Kruschowitz, Hředl, Milostin, Pawltschin (Povlčín), Nesuchin, Krupa, Lischan und Luschna. Bis zur Mitte des 19. Jahrhunderts blieb Mutiowitz der zum Familienfideikommiss Pürglitz gehörigen Herrschaft Kruschowitz samt den Lehngütern Wschetat und Panaschow-Augezd untertänig.
Nach der Aufhebung der Patrimonialherrschaften bildete Muťovice / Mutiowitz ab 1850 eine Gemeinde im Bezirk und Gerichtsbezirk Rakonitz. Bis 1853 diente der Friedhof auch als Begräbnisort für die Einwohner von Krušovice. Nach dem Tode des Karl Egon II. zu Fürstenberg erbte 1854 dessen zweitgeborener Sohn Max Egon I. die Pürglitzer Güter. Mit der Fertigstellung der Bahnstrecke Prag–Komotau im Jahre 1871 erhielt die Gemeinde einen Anschluss an das Schienennetz. 1880 gründete sich die Freiwillige Feuerwehr. Im Jahre 1893 wurde in Muťovice ein Postamt eingerichtet. Der Ort war zu dieser Zeit nach Kněževes das zweitgrößte Hopfenanbaugebiet im Bezirk Rakonitz. In der Umgebung wurden zehn Steinkohlenschächte betrieben. Besitzer der Gruben Perun I, František und Josef mit 1200 Beschäftigten war das Bergbauunternehmen Union. Die Straße nach Lhota pod Džbánem entstand 1884. Zwischen 1897 und 1908 wurde die Straße nach Hředle hergestellt. Seit dem Beginn des 20. Jahrhunderts wird Mutějovice als tschechischer Ortsname verwendet. Bei einer TBC-Infektion verstarben im Jahre 1900 in Mutějovice sechs Personen. Zu dieser Zeit lebten in den 149 Häusern von Mutějovice 1096 Einwohner, davon waren 1078 Katholiken und 18 Israeliten. In die örtliche Schule waren 154 Kinder eingeschult. 1904 wurde durch die Eisenbahn Rakonitz–Laun der Verkehr auf der Bahnstrecke Rakovník–Louny aufgenommen; beim 115 m langen Džbán-Tunnel entstand der Bahnhof Mutějovice, von dem eine Zweigbahn zur Steinkohlengrube Perun führte. 1920 nahm eine Bürgerschule den Unterricht auf, die 73 Schüler kamen aus Mutějovice, Kounov, Nesuchyně, Krupá, Hředle, Lhota und Domoušice. 1929 verkaufte die Familie Fürstenberg ihre Pürglitzer Güter an den tschechoslowakischen Staat. Im Jahre 1932 hatte Mutějovice 1257 Einwohner. In Folge des Münchner Abkommens wurde Mutějovice von 1938 bis 1945 zum Grenzort zum Deutschen Reich. Lhota pod Džbánem wurde 1961 eingemeindet. Die Zeche Perun wurde 1986 stillgelegt.
Mutějovice ist ein traditionelles Hopfenbaugebiet. Die Gemeinde ist Mitglied der Gemeindeverbände Mikroregion Poddžbánsko und Mikroregion Lounské Podlesí.

## Gemeindegliederung
Die Gemeinde Mutějovice besteht aus den Ortsteilen und Katastralbezirken Lhota pod Džbánem (Welhotten) und Mutějovice (Mutiowitz). Außerdem gehören zu Mutějovice die Ansiedlung Perun bzw. Džbán und die Einschichten Důl František.

## Sehenswürdigkeiten

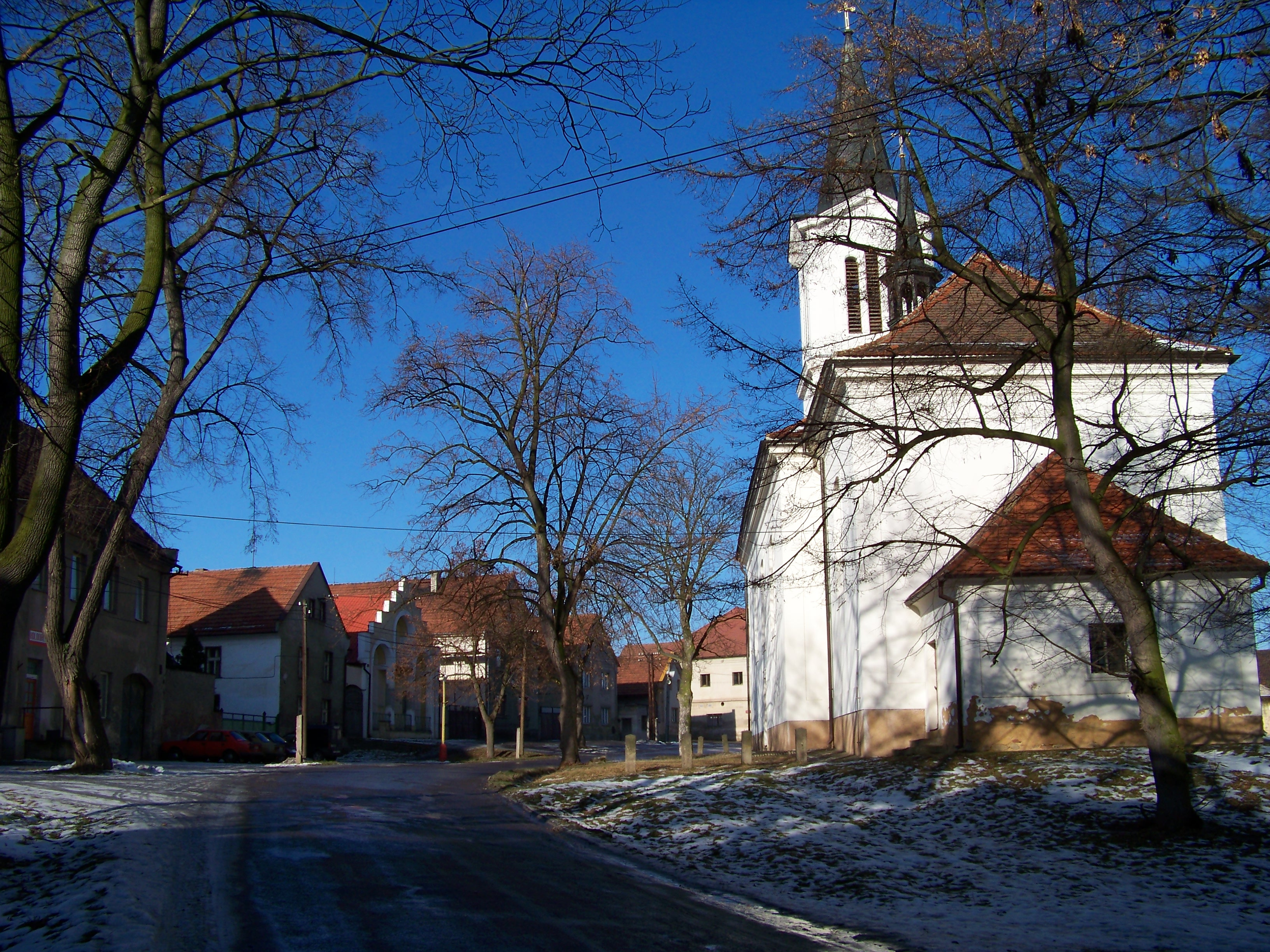
Velká Strana mit Kirche des hl. Wenzel

- Kirche des hl. Wenzel in Mutějovice. Der aus dem 14. Jahrhundert stammende Bau wurde 1707 barock umgestaltet und beim Dorfbrand von 1806 zerstört. Beim Wiederaufbau erhielt die Kirche einen neuen hohen Turm, neue Altäre und eine gußeiserne Kanzel. 1894–1895 wurde die Kirche instand gesetzt, dabei erhielt sie eine neue Orgel und die neue Glocke Wenzel.
- Kirche des hl. Prokop in Mutějovice, erbaut 1740–1744 aus Geldern der Bewohner zum Gedenken an die Pest. Die letzte Instandsetzung erfolgte in den 1850er Jahren. Das einsturzgefährdete Kulturdenkmal ist nicht zugänglich und durch einen Zaun abgesperrt.
- Pfarrhaus mit Speicher und Darre, der eingeschossige Bau entstand 1706
- Statue der Jungfrau Maria in Mutějovice, geschaffen 1760
- Ortskern von Mutějovice mit Ensemble von Gehöften in volkstümlicher Plänerarchitektur an der Velká Straná und der Malá Strana. Dort befinden sich das Rathaus, die Töpferwerkstatt Duchek mit einer Galerie böhmischer Holzofenkeramik, die Brauerei Poddžbánský pivovar und das Geburtshaus von Gustav Kroupa.
- Čertův kámen (Teufelsstein), großer Quarzitblock von einem Meter Höhe mit unterbrochenen Längsrillen an der Oberfläche, nördlich von Mutějovice an der Straße nach Perun. Es wird vermutet, dass er in einem Zusammenhang mit den megalithischen Steinreihen von Kounov steht oder ein heidnischer Kultplatz war. Nach verschiedenen Sagen soll er vom Teufel, der mit dem Stein die St.-Prokop-Kirche zerstören, den Brunnen in Pnětluky verstopfen oder ihn auf den Petersdom in Rom werfen wollte, dort beim ersten Hahnschrei fallen gelassen worden sein.[6]
- Geschützte Linde am Friedhof von Mutějovice
- Gedenkstein für Jan Hus, der am 7. November 1920 enthüllte Araukaritblock steht vor der Schule in Mutějovice, zuvor befand sich dort eine Statue des hl. Johannes von Nepomuk
- Gedenkstein für die Gefallenen des Ersten Weltkrieges in Mutějovice
- Burgruine Džbán, auch Čbán bzw. Držemberk genannt, auf einem Sporn des Džbán-Plateaus nördlich von Mutějovice
- Kapelle der Jungfrau Maria in Lhota pod Džbánem, errichtet 1774
- Barocke Statue des hl. Adalbert, bei Lhota pod Džbánem

Sehenswürdigkeiten
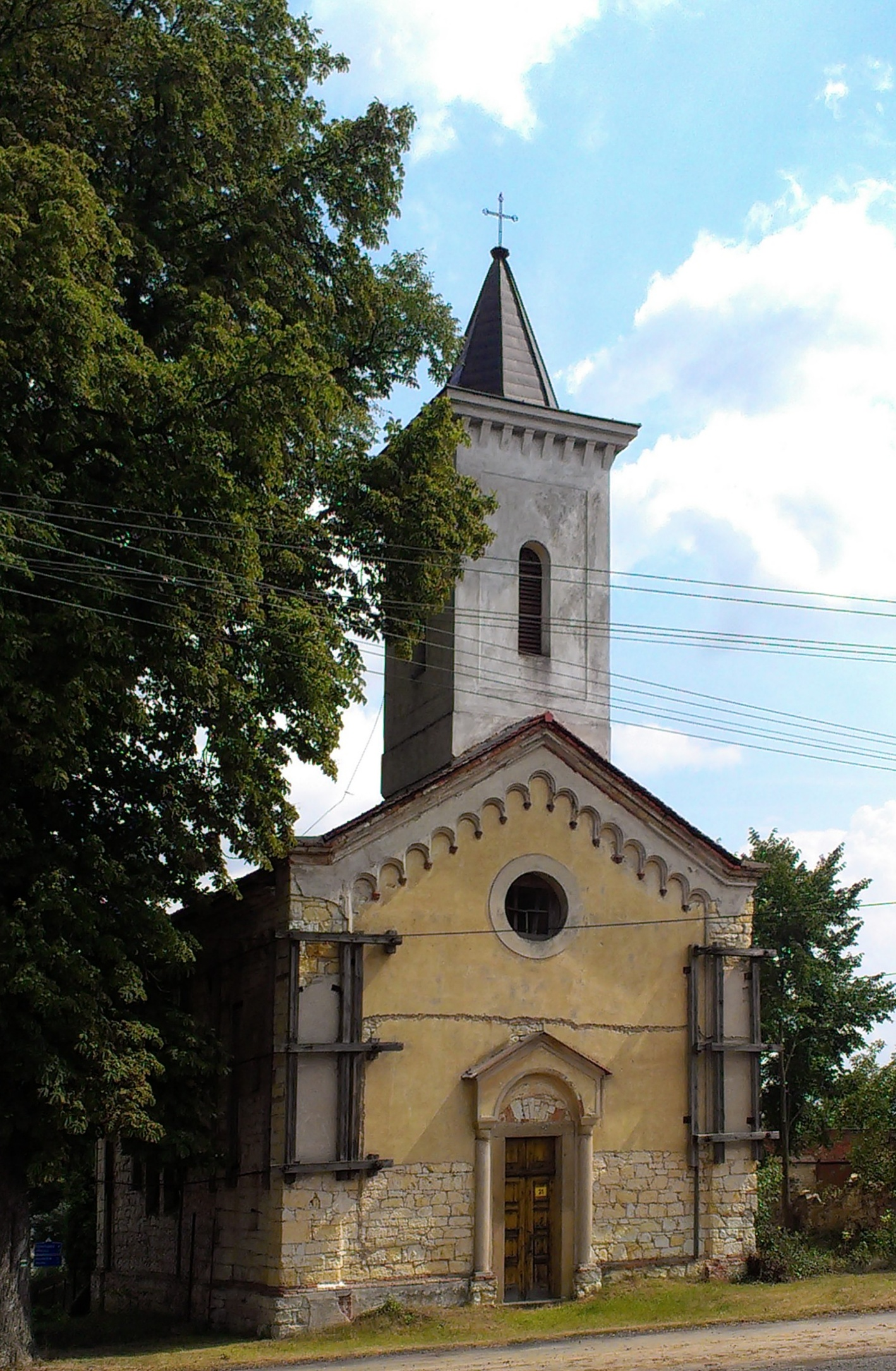
Kirche des hl. Prokop
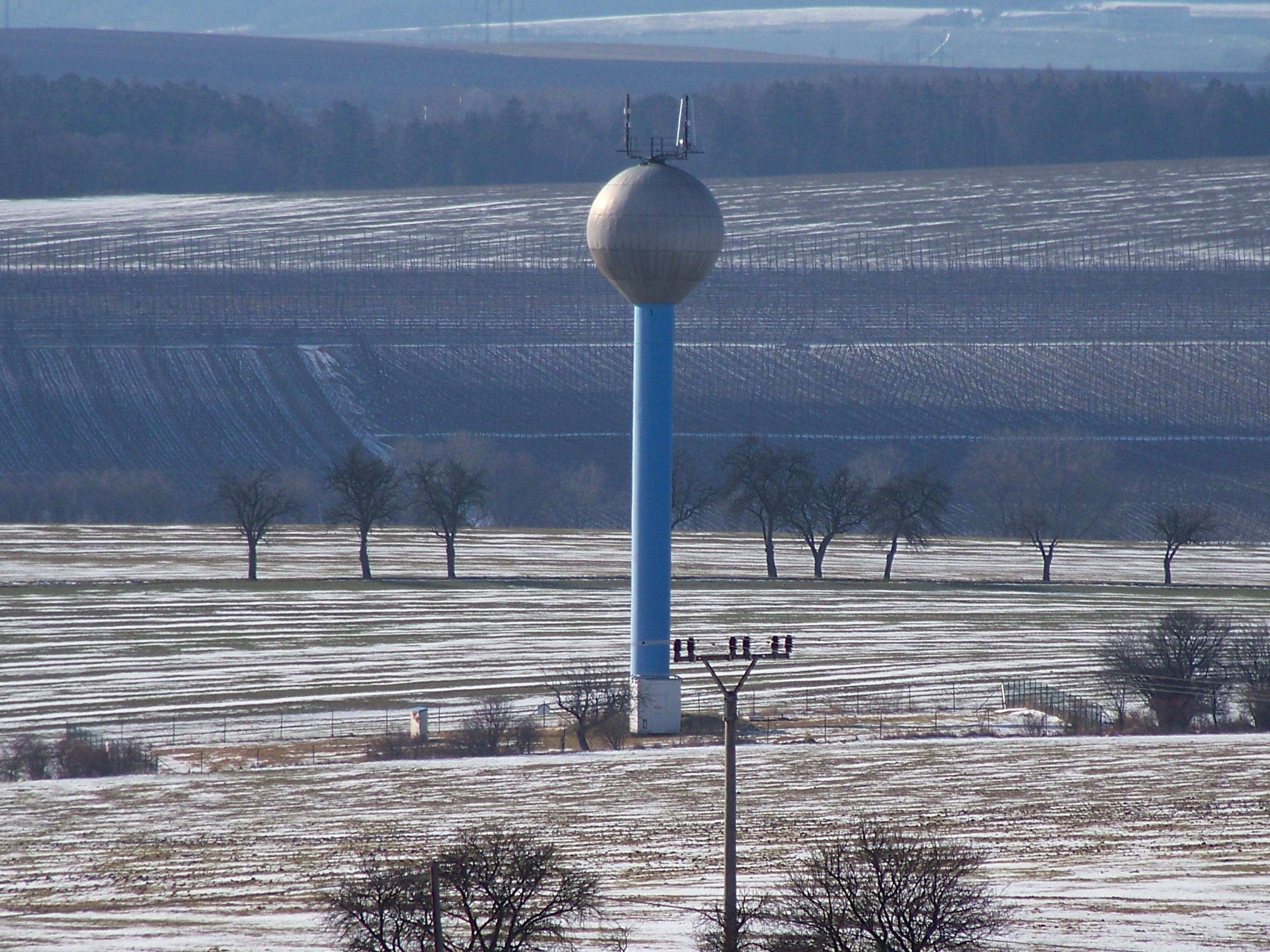
Wasserturm bei Mutějovice
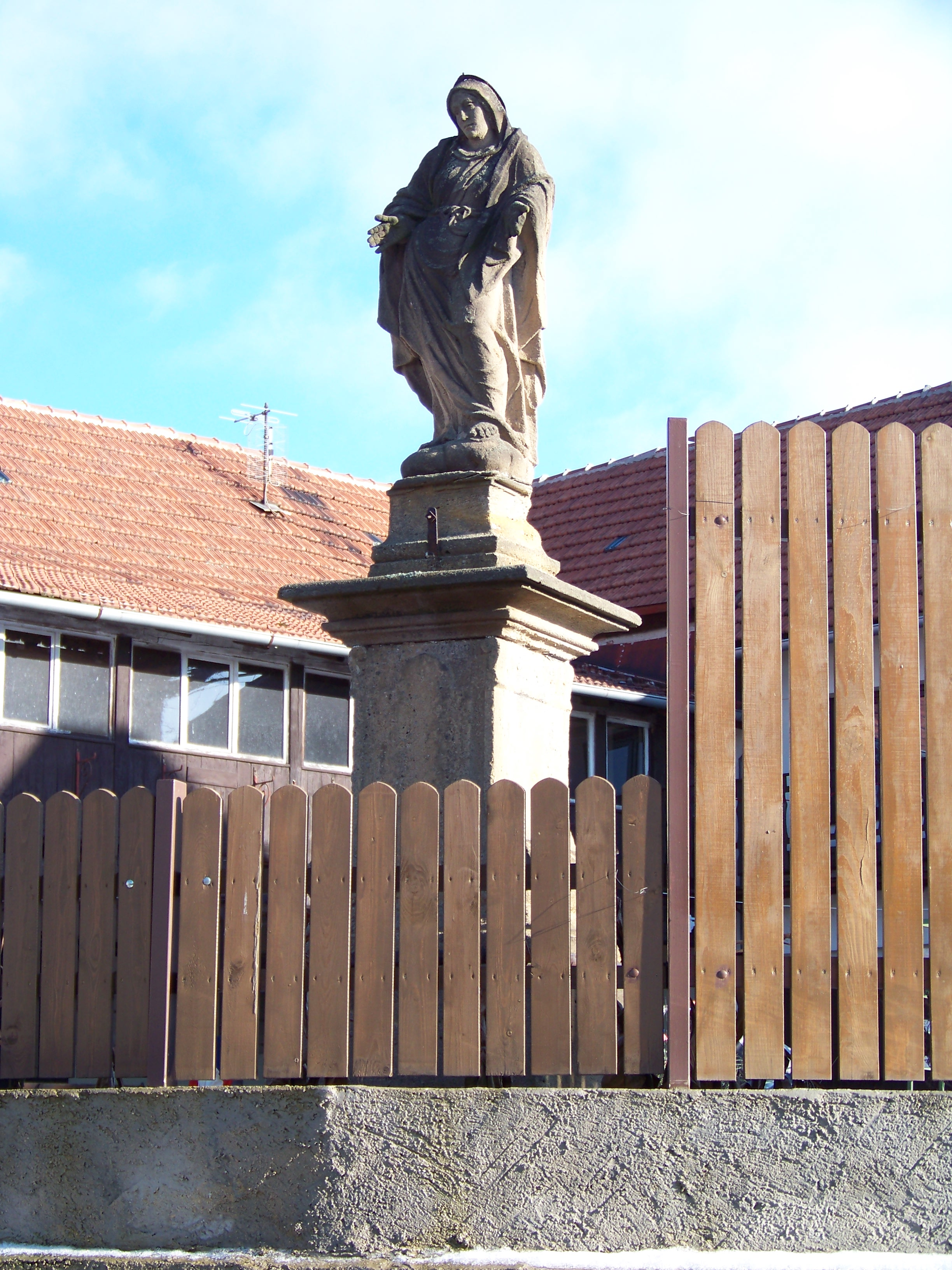
Statue der Jungfrau Maria

## Söhne und Töchter der Gemeinde
- Gustav Kroupa (1857–1935), Bergingenieur und Hüttenverwalter in St. Joachimsthal, er förderte die Forschungen von Marie Curie nach dem Element Radium durch Überlassung von großer Mengen Pechblende
- Josef Mágr (1861–1924), Bildhauer
- Vojtěch Tittelbach (1900–1971), Maler und Graphiker